# Broumovska grupa kościołów
Broumovska grupa kościołów – zespół zabytkowych kościołów wybudowanych w Broumovie i okolicznych wsiach, położonych w  Czechach, w kraju hradeckim, w Sudetach Środkowych.

## Historia
W Broumovie i okolicznych miejscowościach w XVII-XVIII w. powstała grupa w większości barokowych świątyń wzniesionych według projektów Martina Alliusa, Christopha Dientzenhofera  i jego syna Kiliana Ignaza Dientzenhofera za czasów panowania opatów broumovskich Thomasa Sartoriusa (1663–1700) i Othmara Zinke (1664–1738).

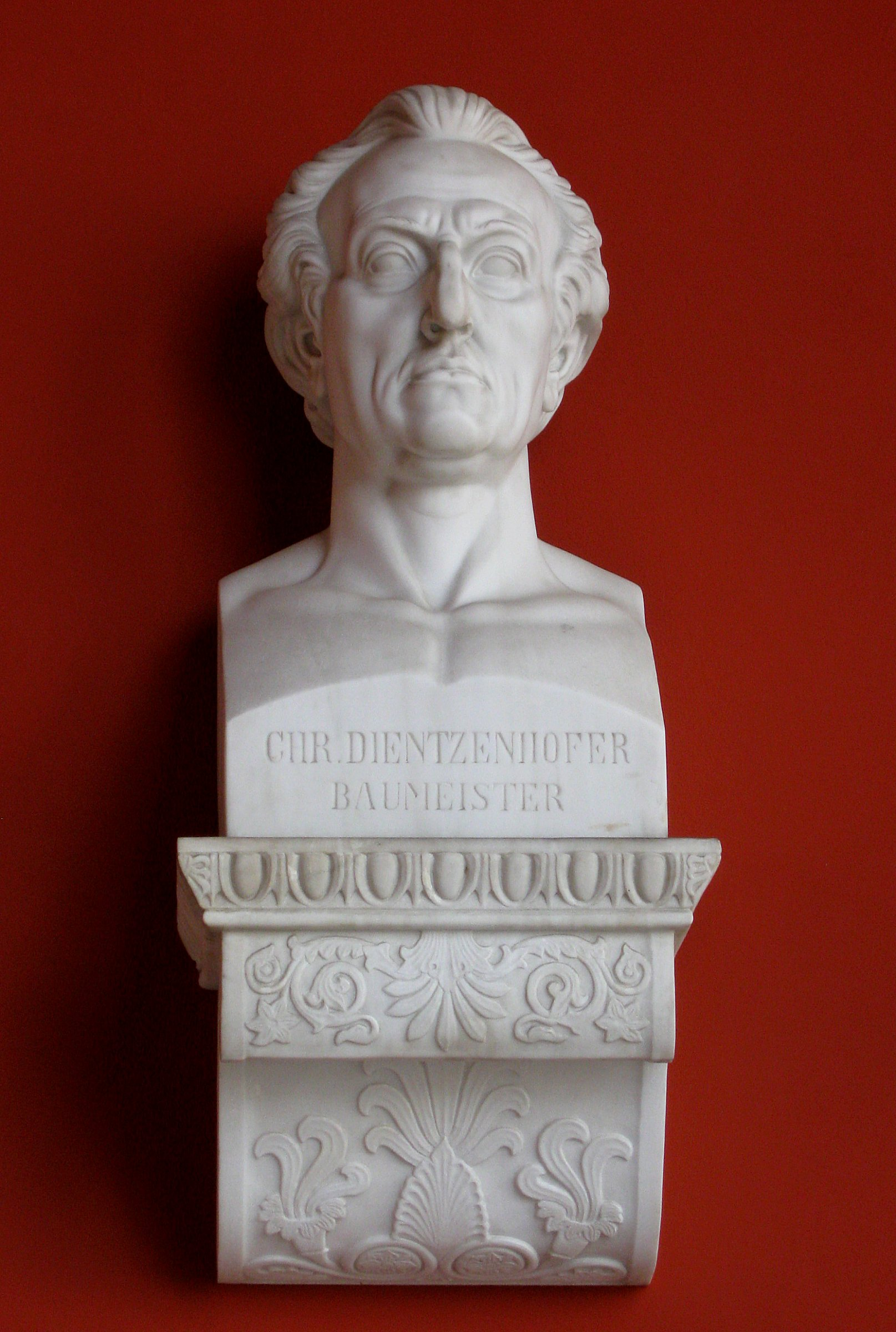
Christoph Dientzenhofer
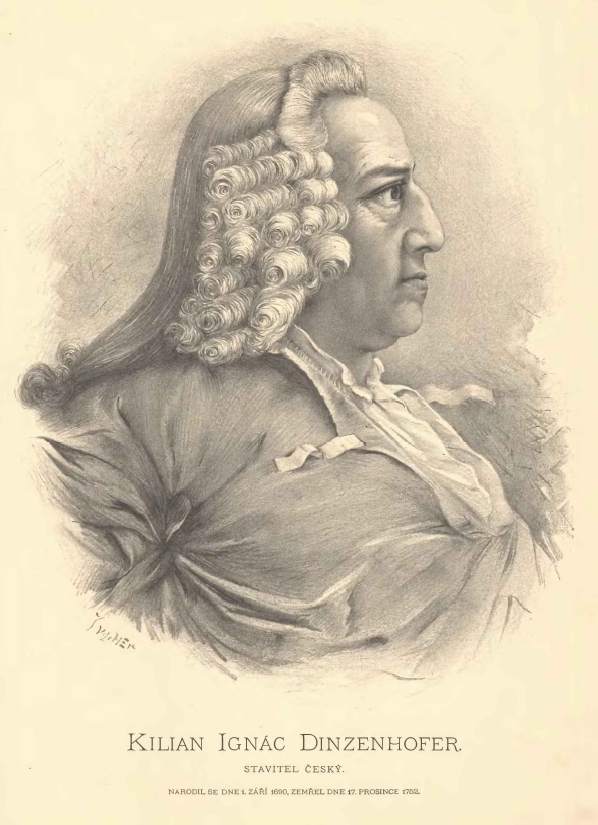
Kilian Ignaz Dientzenhofer
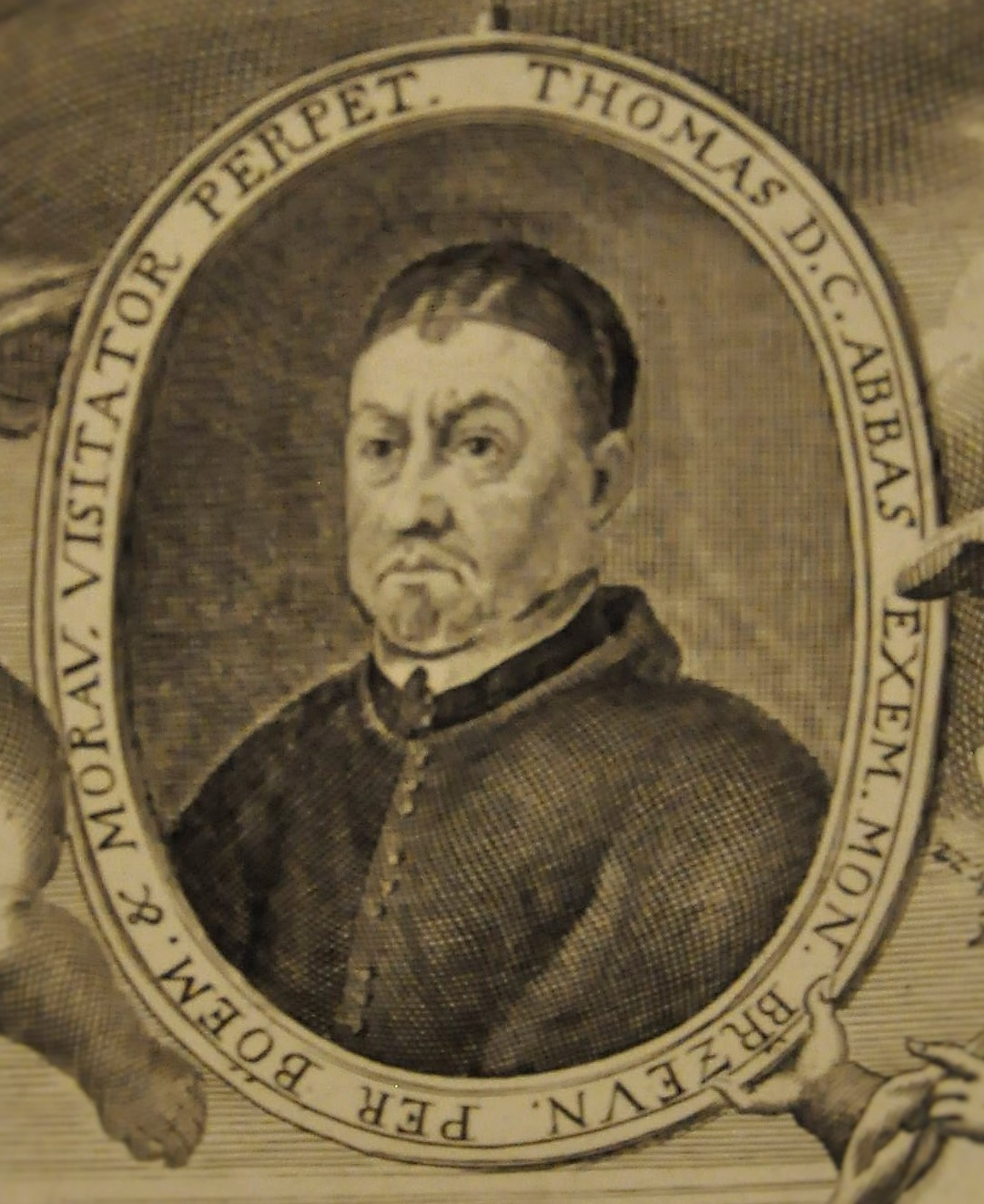
Thomas Sartorius

## Świątynie grupy
1. Kaplica Matki Bożej Śnieżnej na górze Hvězda,
2. Kościół św. Prokopa w Bezděkovie,
3. Kościół św. Marii Magdaleny w Božanovie,
4. Kościół św. Wacława w Broumovie,
5. Kościół Wszystkich Świętych w Heřmánkovicach,
6. Kościół św. Marcina i Jerzego w Martínkovicach,
7. Kościół św. Barbary w Otovicach,
8. Kościół św. Jakuba Większego w Ruprechticach,
9. Kościół św. Małgorzaty w Šonovie,
10. Kościół św. Michała Archanioła w Vernéřovicach,
11. Kościół św. Anny w Vižňovie[7][8][9].

inne
1. Kościół husycki w Broumovie
2. Kościół NMP w Broumovie, drewniany,
3. Kościół św. Ducha w Broumovie,
4. Kościół św. Piotra i Pawła w Broumovie,
5. Kościół św. Wojciecha w Broumovie w klasztorze.

## Galeria

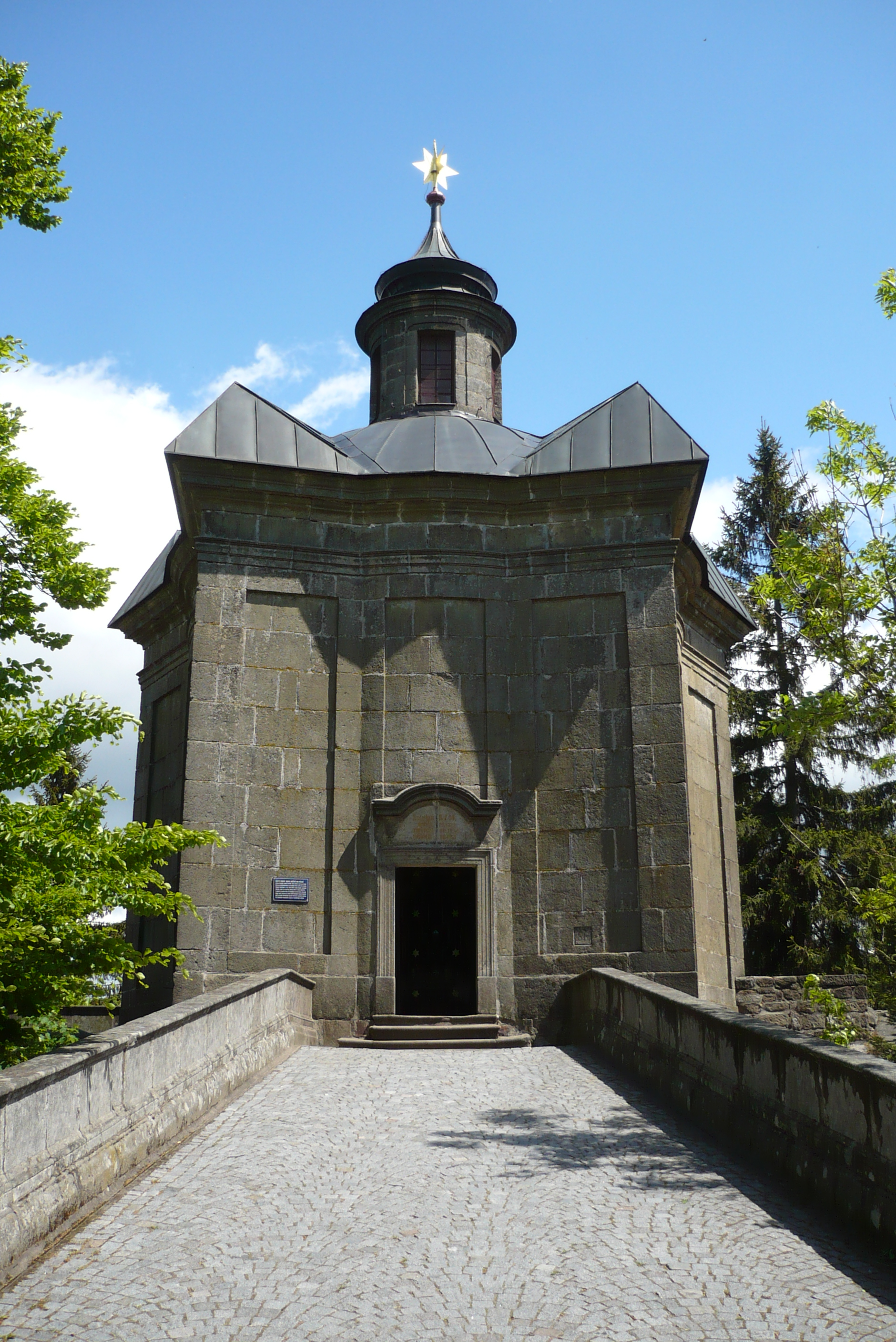
1. Hvězda
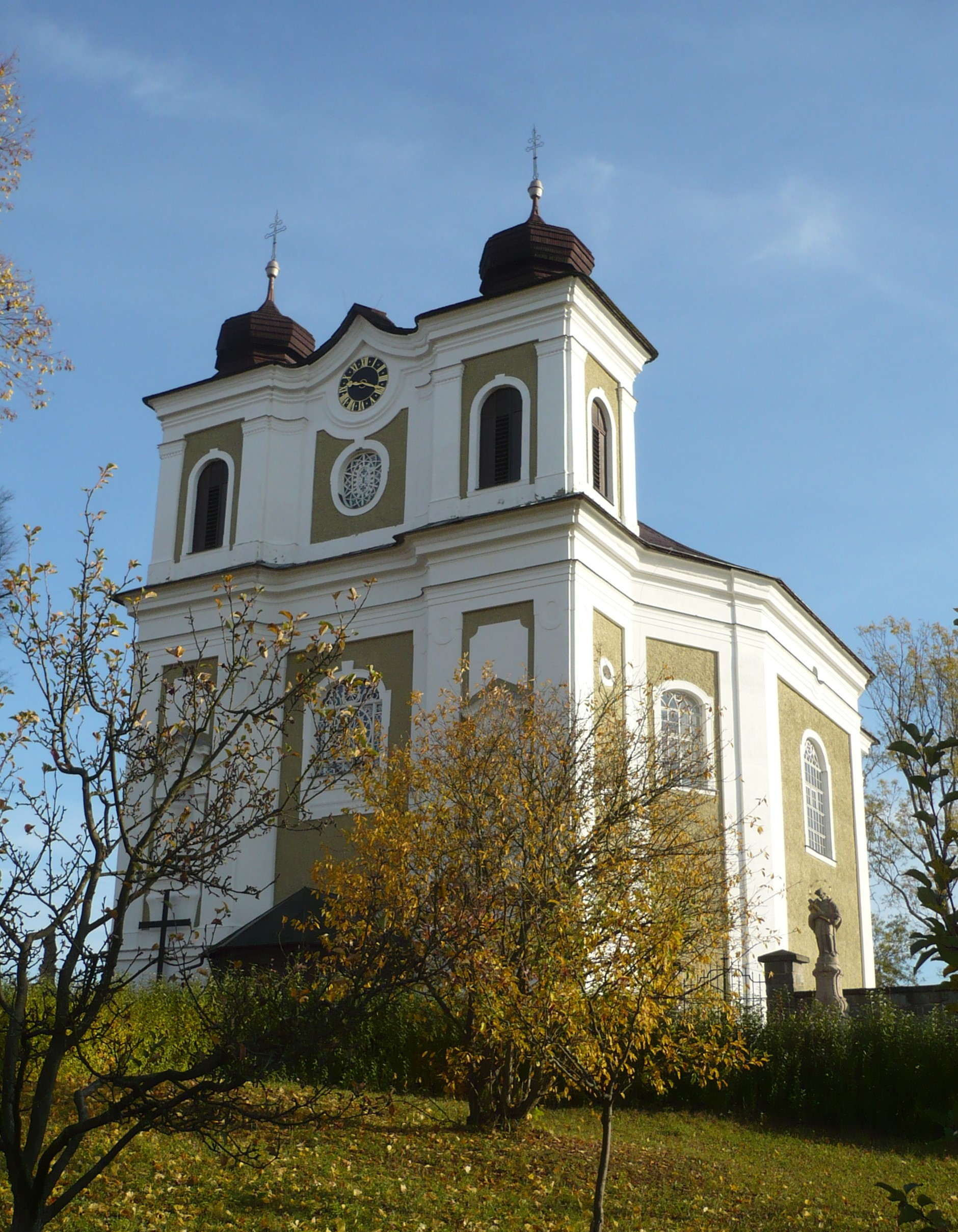
2. Bezděkov
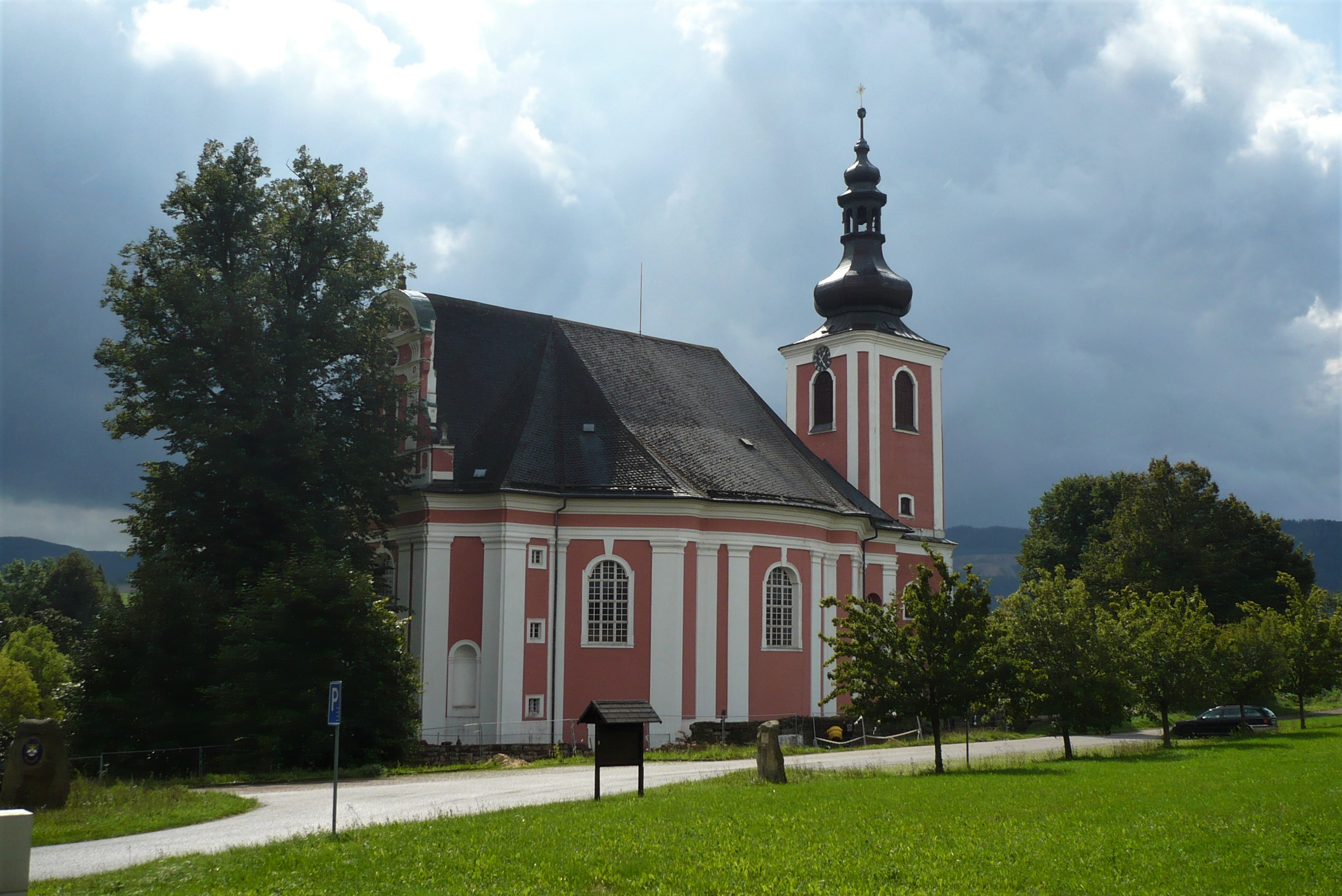
3. Božanov
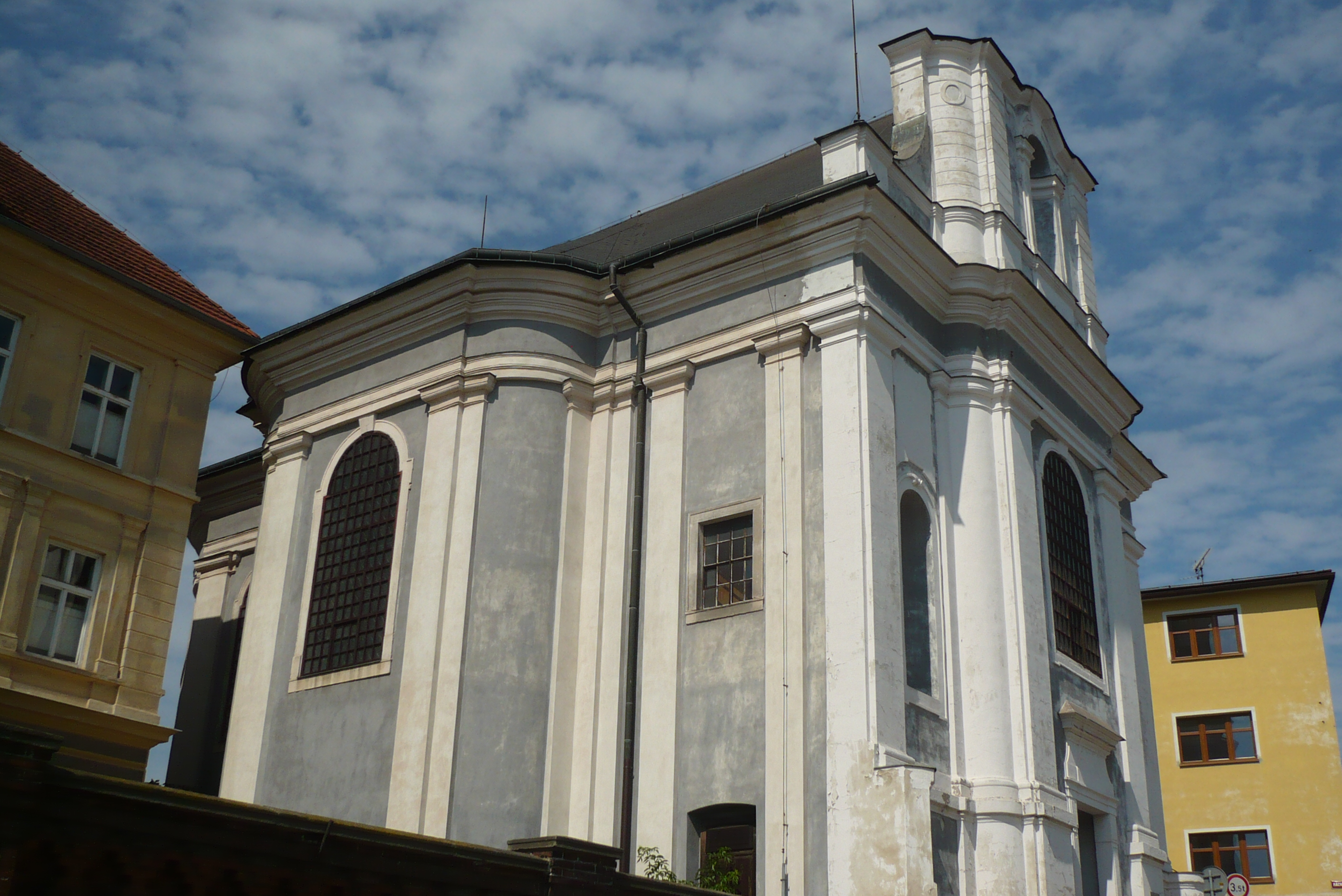
4. Broumov. Wacława
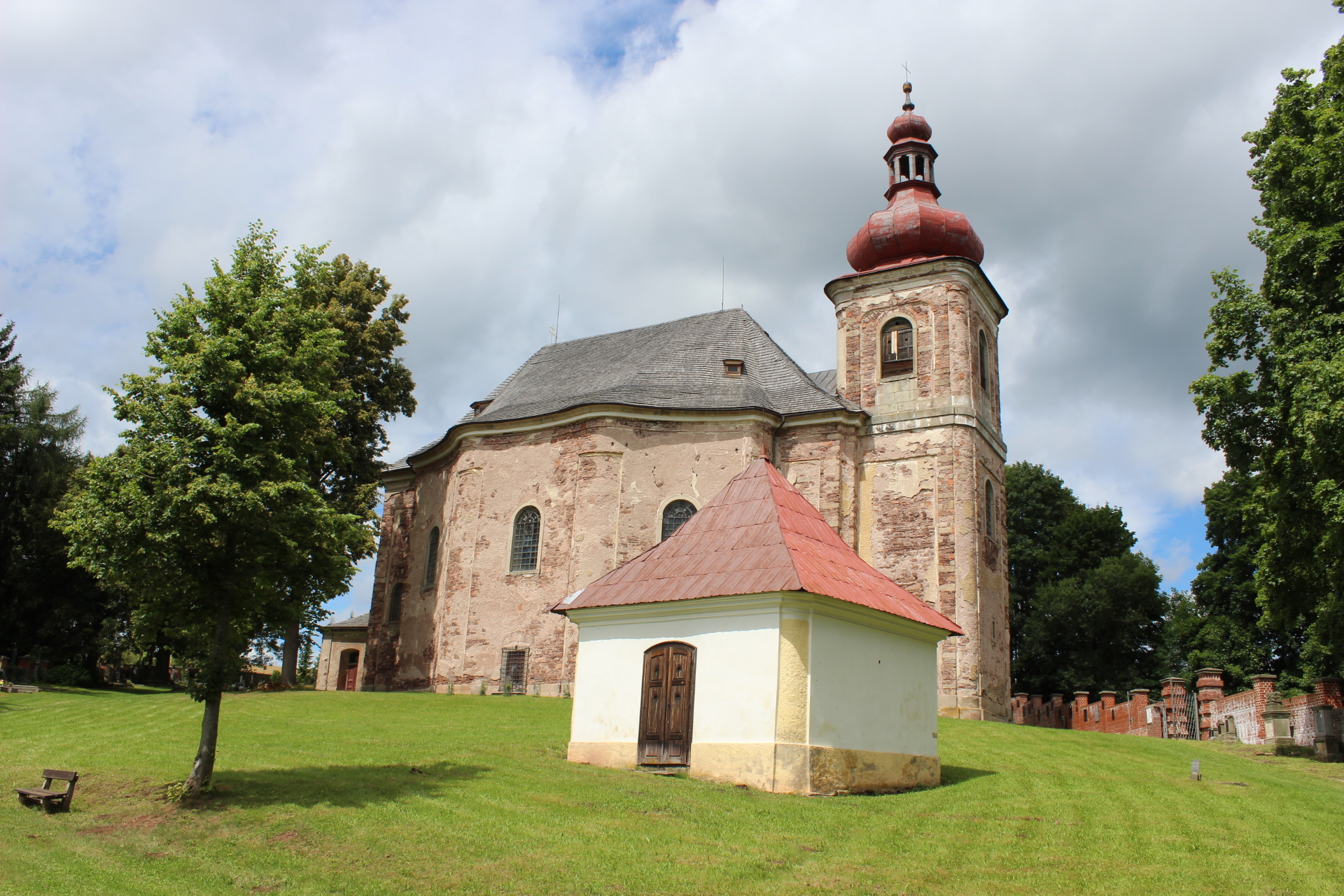
5. Heřmánkovice
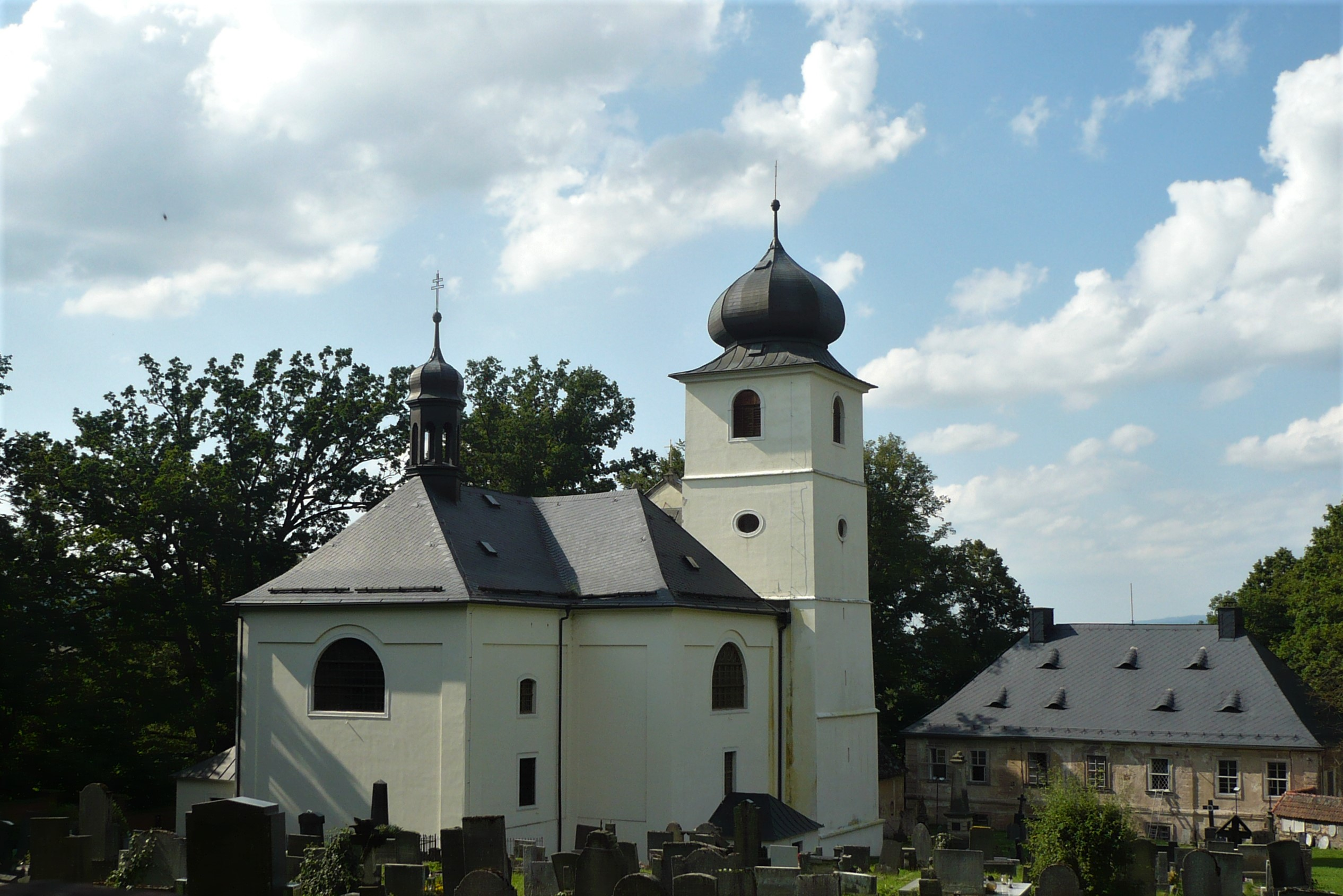
6. Martínkovice
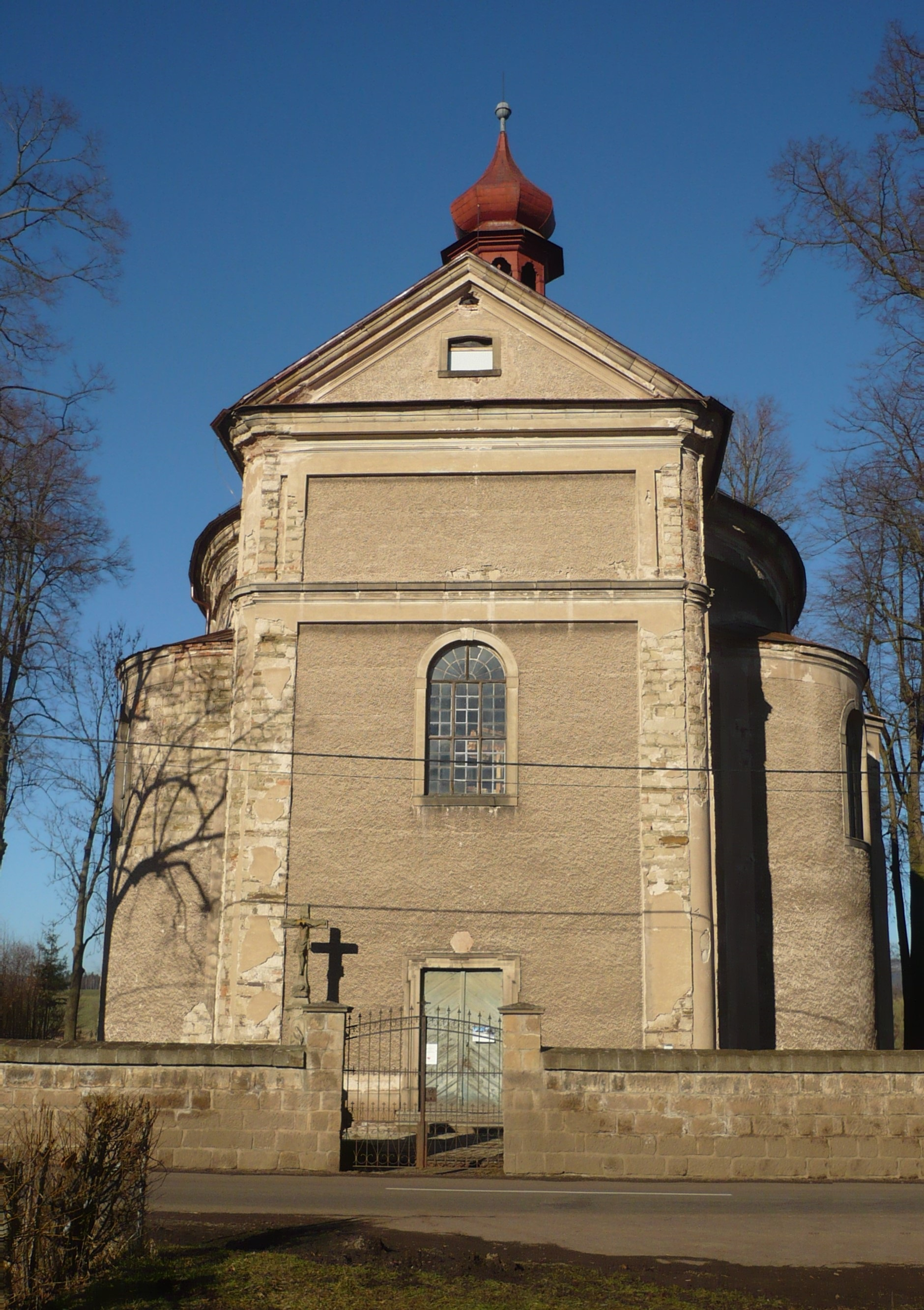
7. Otovice
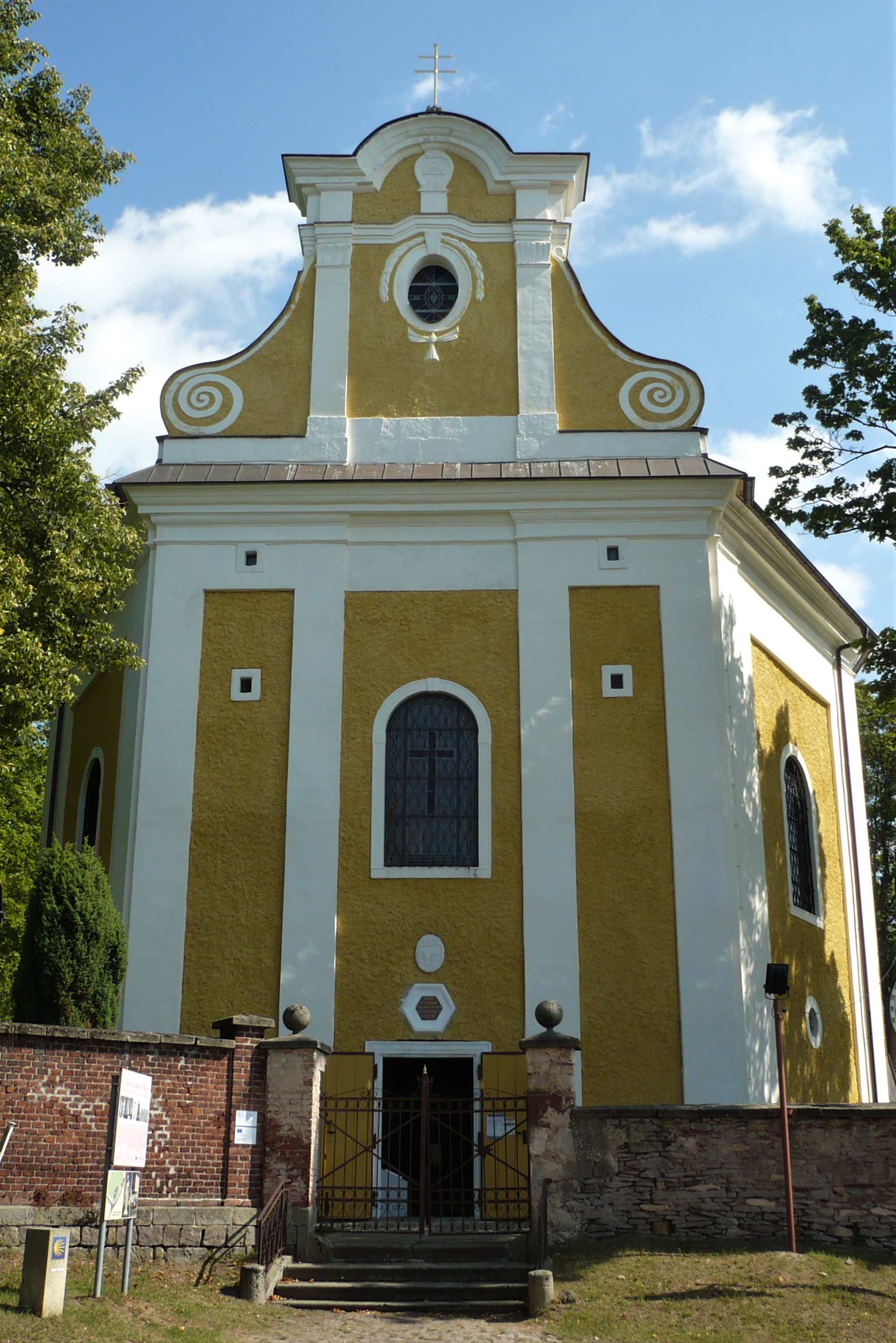
8. Ruprechtice
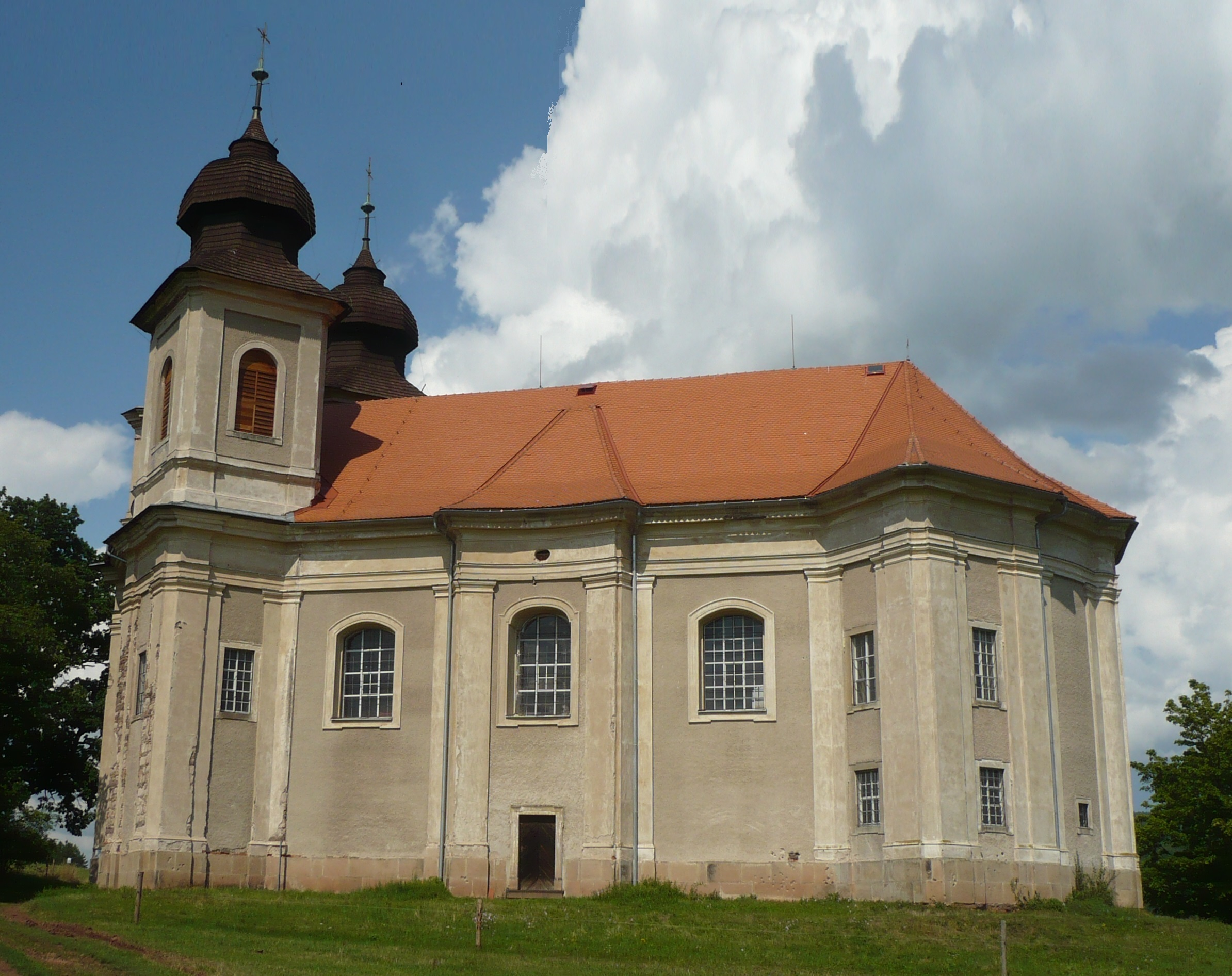
9. Šonov
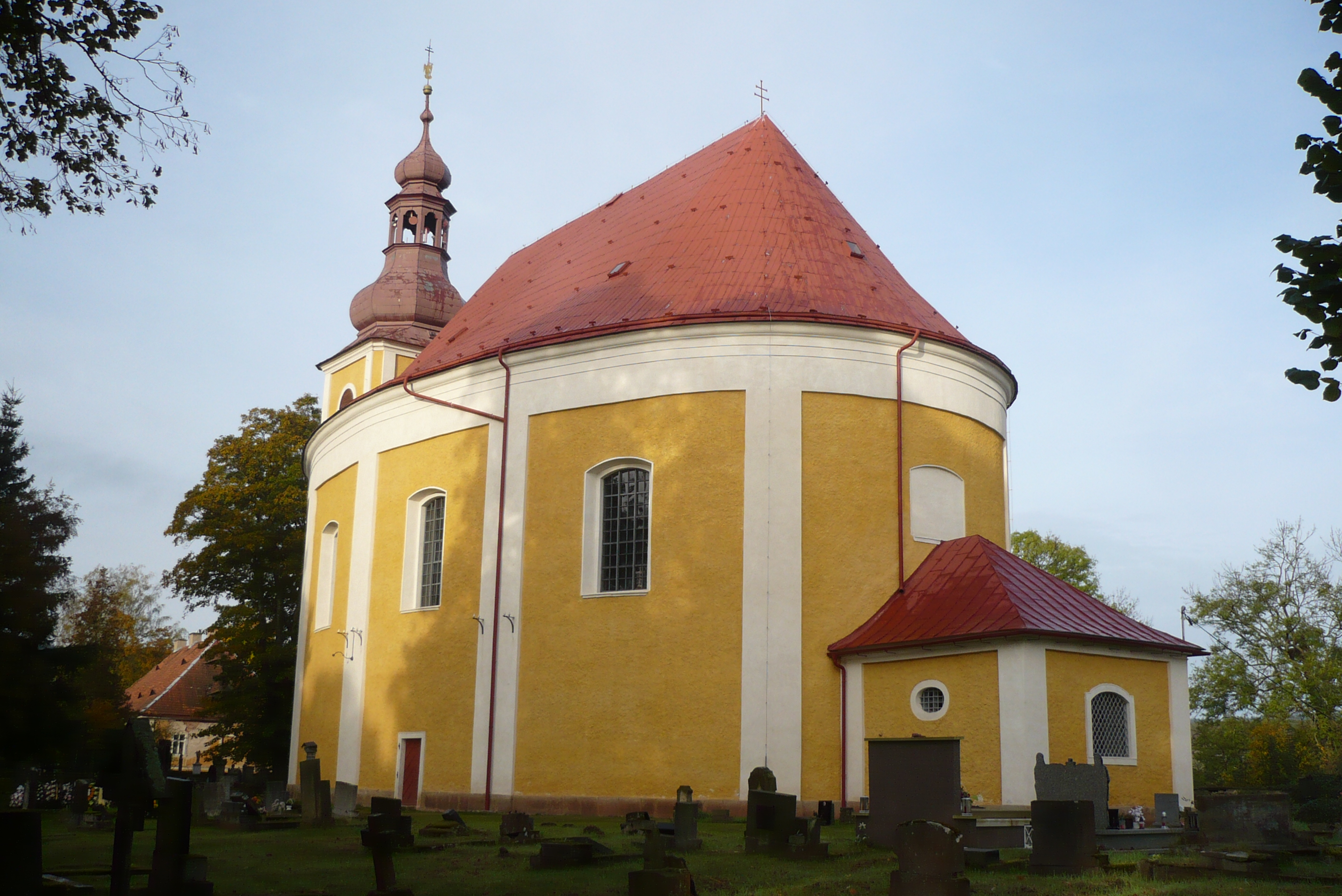
10. Vernéřovice
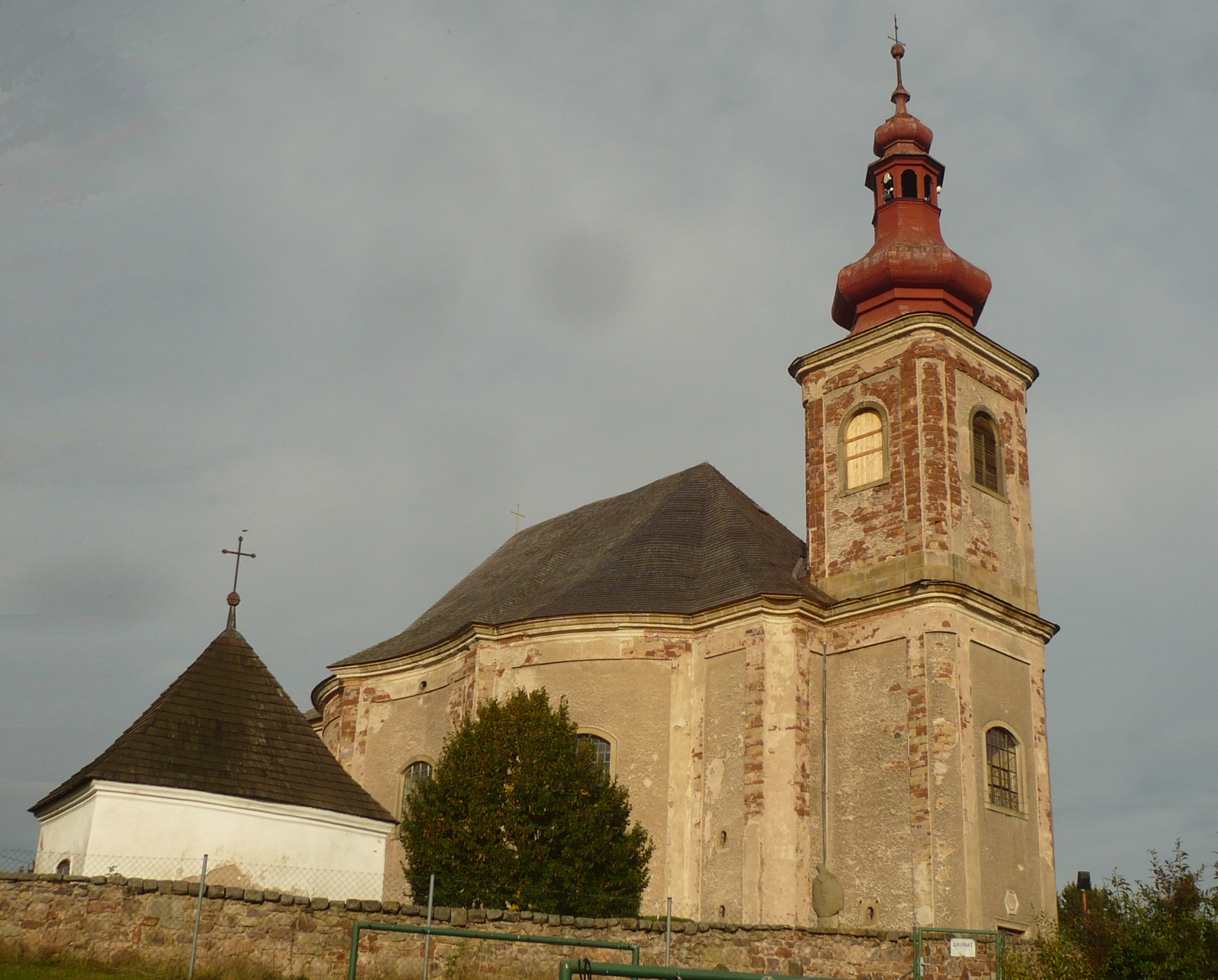
11. Vižňov
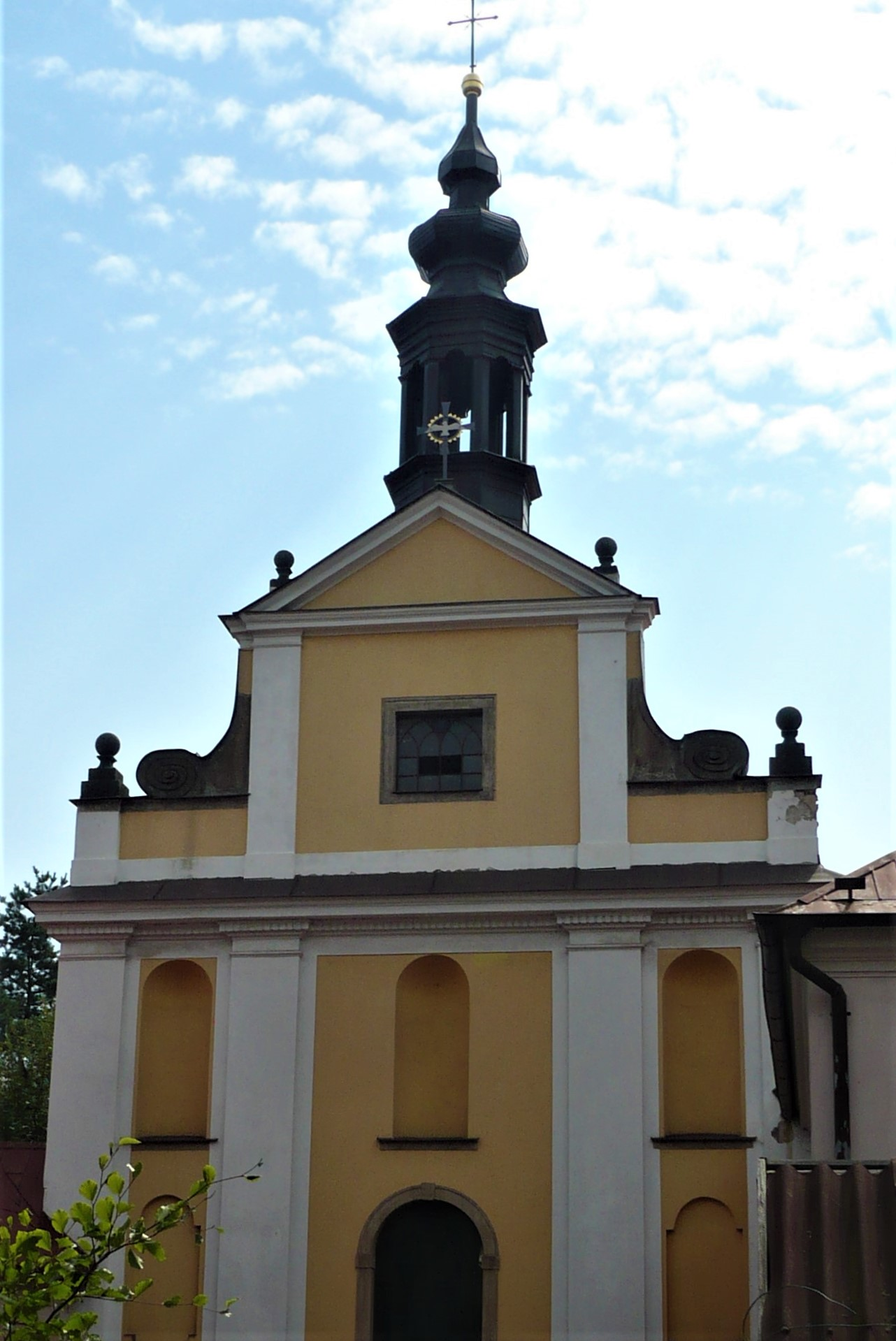
Broumov. Ducha
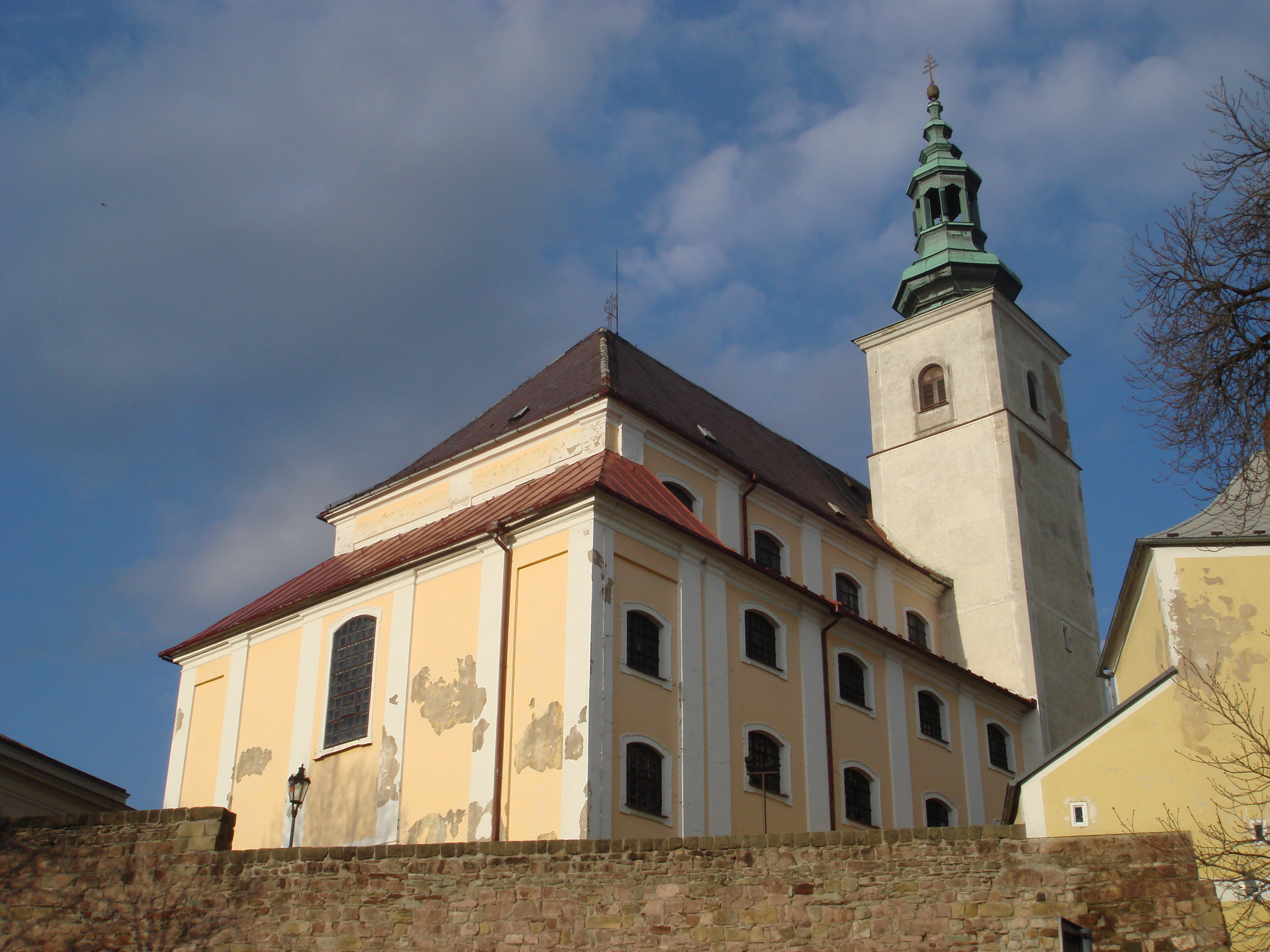
Broumov. Piotra
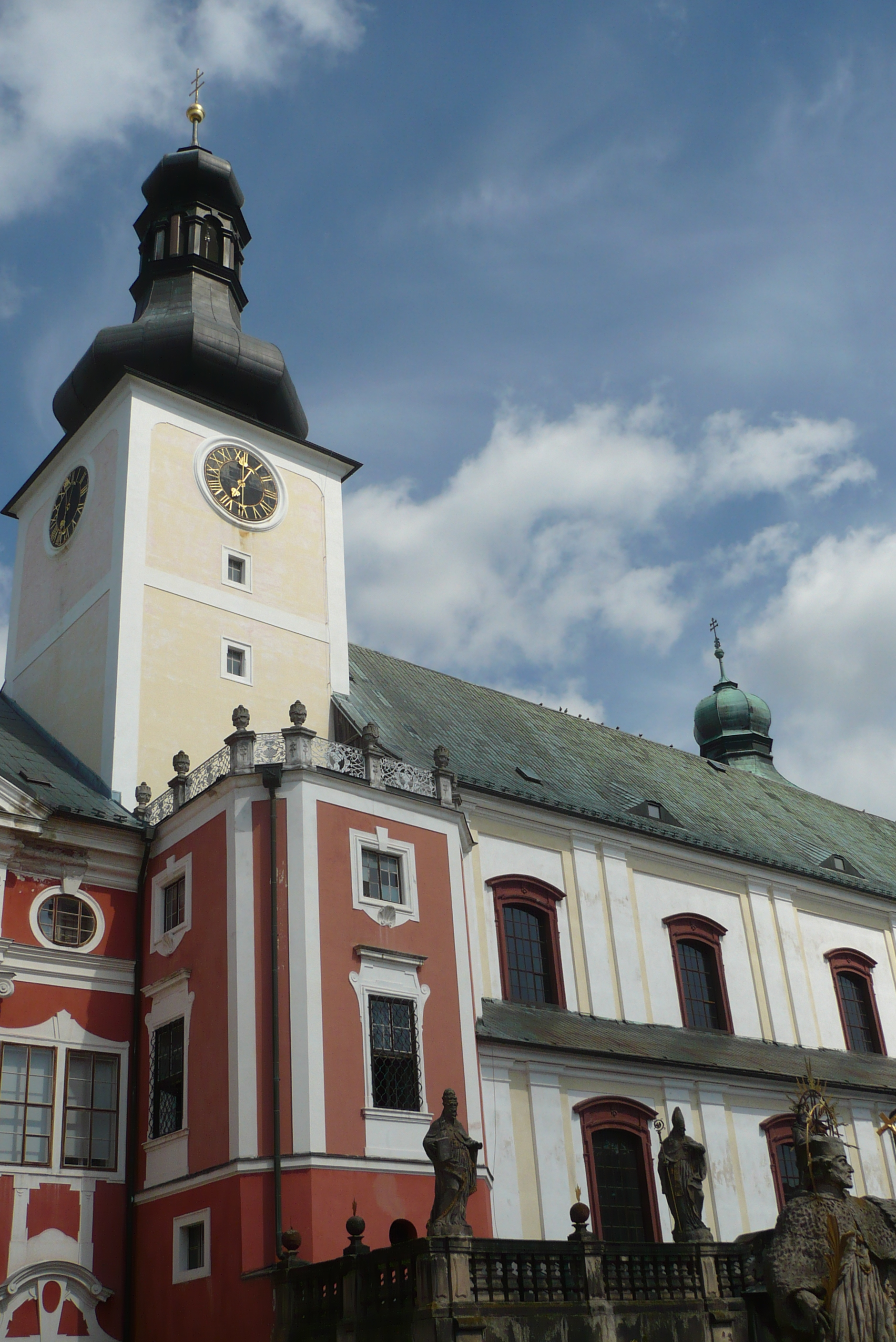
Broumov. Wojciecha
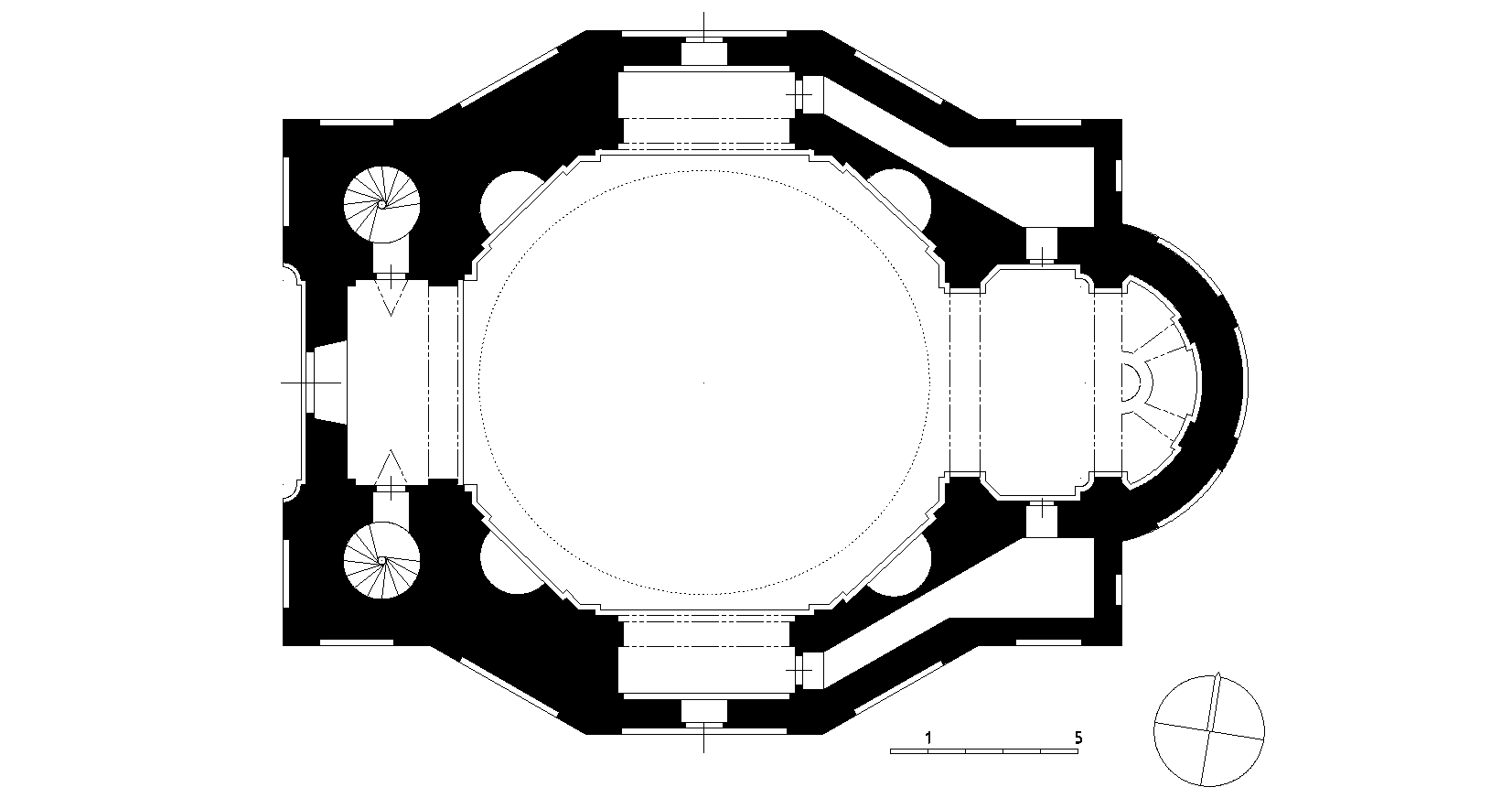
Bezděkov; schemat
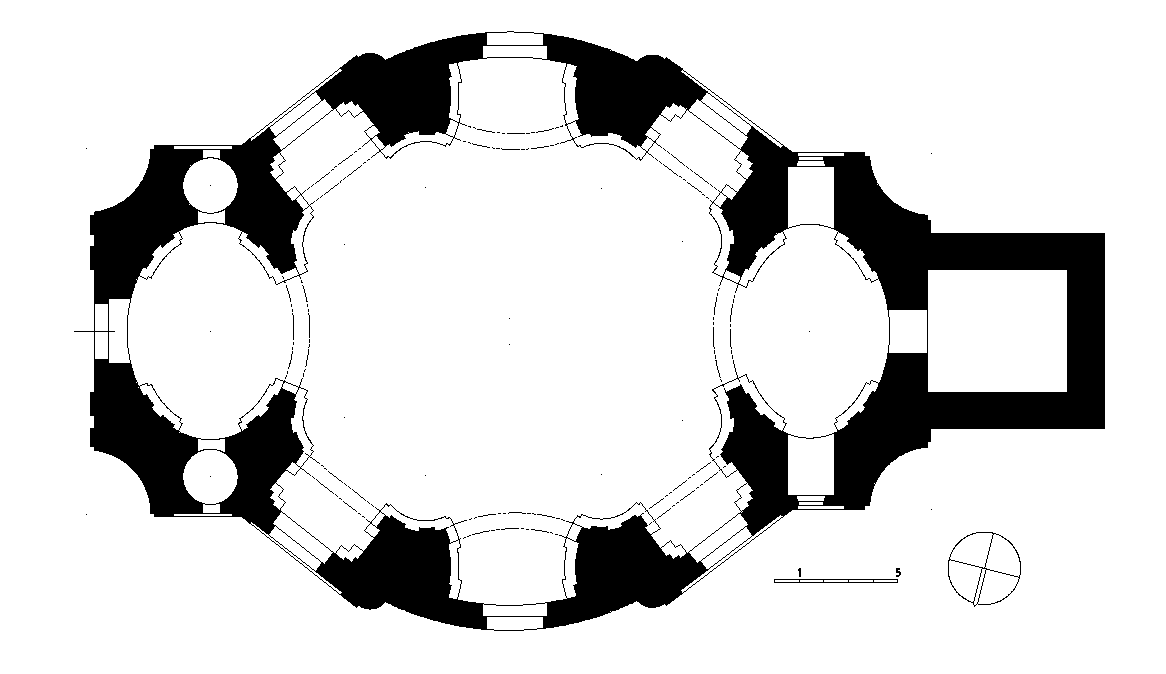
Božanov; schemat
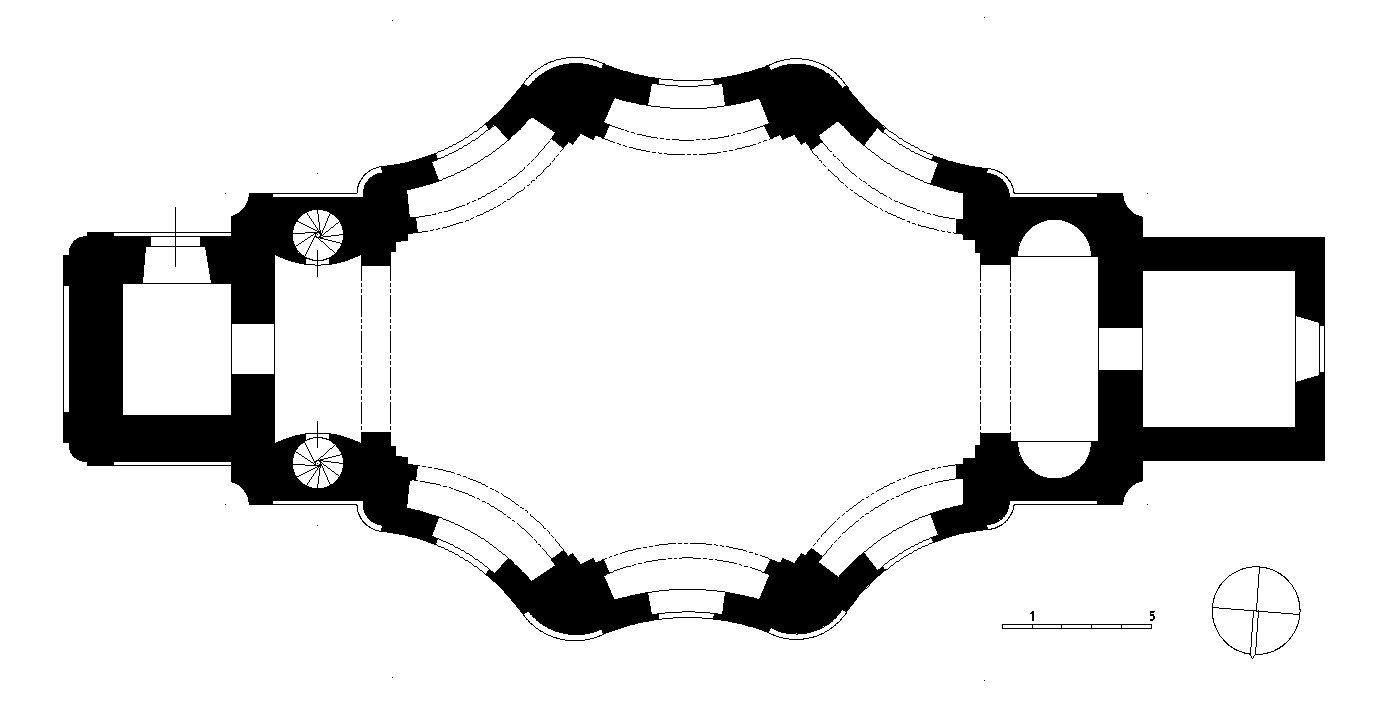
Heřmánkovice; schemat
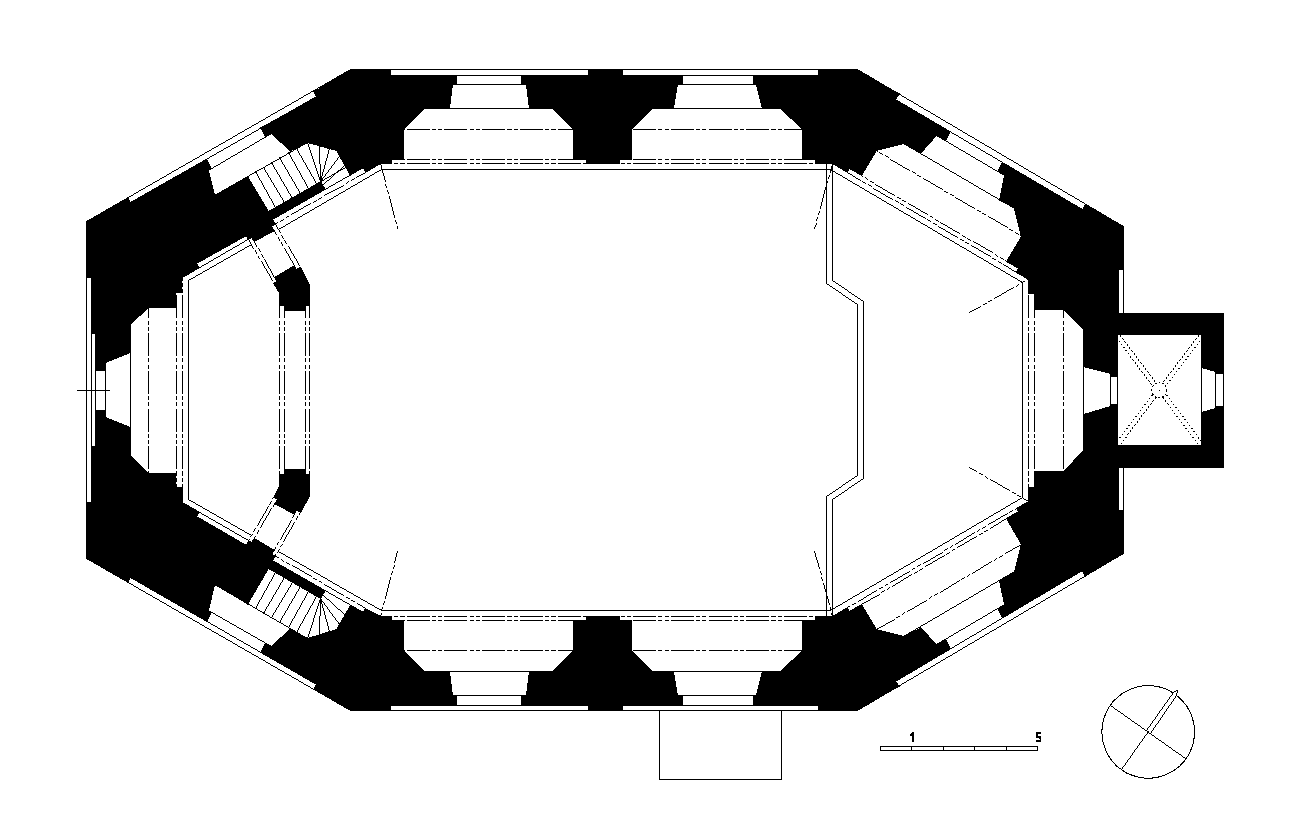
Ruprechtice; schemat